# Laboratorio-Museo Tecnologicamente
Il Laboratorio-Museo Tecnologicamente, spesso scritto Tecnologic@mente, è un museo tecnologico di Ivrea fondato nel 2005 e dedicato al calcolo meccanico, elettrico ed elettronico, manuale e automatizzato, e alle macchine per scrivere, incentrato principalmente sulla storia dell'Olivetti.
Gestito dalla Fondazione Natale Capellaro ETS, istituita nel 2008, ha al suo interno un laboratorio, dedicato sia alla riparazione di vecchie macchine da calcolo, da scrivere e computer, sia alla didattica.
Tra i curatori del museo Gastone Garziera, ex dipendente dell'Olivetti e coprogettista dello storico Programma 101.
Ha sede, dal 2021, nell'ex fonderia Olivetti in via Giuseppe Di Vittorio 29.

## Caratteristiche
Il museo è su due piani: al piano terra si trovano aule e laboratori dove si tengono corsi di tecnologie informatiche per studenti di ogni età. I corsi sono numerosi e su argomenti vari, come ad esempio l'intelligenza artificiale, la stampa 3D, la progettazione con Arduino, o anche in chiave storica come la programmazione del Programma 101.
Al primo piano si trova il museo vero e proprio, dedicato alla storia dell'Olivetti, a partire dal fondatore Camillo Olivetti. Si va dalle macchine da scrivere, esposte liberamente senza vetrate, alle calcolatrici meccaniche, in parte osservabili all'interno, all'evoluzione dei componenti dei calcolatori elettronici. Una saletta è dedicata a uno dei pezzi forti del museo, il Programma 101, e comprende anche la più grande raccolta di programmi su cartoline magnetiche per la macchina. Seguono il suo successore Olivetti P203 e altri calcolatori notevoli e poco noti, come l'Olivetti P6040, e quindi i molti personal computer come l'Olivetti M20, fino a quelli del periodo finale di attività dell'azienda nel ramo PC negli anni '90, come l'Olivetti Quaderno.
È presente un laboratorio di riparazione del Programma 101 che ha recuperato molti esemplari e che consente di vedere anche macchine aperte, con il loro innovativo sistema di stampa da 30 caratteri al secondo.
Dal 2017 la fondazione gestrice ha una convenzione per il comodato dei pezzi storici dell’Associazione Archivio Storico Olivetti, che può utilizzare in percorsi espositivi e mostre tematiche.

## Collezioni
La parte espositiva del museo è suddivisa ufficialmente nelle seguenti sezioni:
- La sezione dello scrivere è dedicata a Camillo Olivetti. Contiene 45 modelli diversi di macchine per scrivere, da quelle meccaniche (la prima del peso di 20kg) a quelle pienamente elettroniche, tra cui le iconiche Lettera 22, Lettera 32 e Valentine.[5]
- La sezione calcolo meccanico, dedicata a Natale Capellaro, contiene 28 modelli di calcolatrici meccaniche prodotte dal 1905 al 1967, tra cui la Divisumma 14 e la Olivetti Logos 27, ultima calcolatrice meccanica dell'azienda.
- La sezione sul calcolo elettronico, dedicata a Pier Giorgio Perotto, ha al suo interno 11 calcolatrici elettroniche, tutte della Olivetti, come la Logos 328 e la Divisumma 18.
- La sezione sui personal computer, dedicata a Roberto Olivetti, contiene 36 calcolatori anche di altri produttori, dall'Olivetti P203 al primo iMac.
- Sezione specifica sul Programma 101, definito dal museo "primo computer da tavolo".
- Sezione specifica sull'Elea 9003, dedicata ad Adriano Olivetti.